# 1806 ve fotografii
Tento článek obsahuje významné fotografické události v roce 1806.

## Narození v roce 1806
- 17. září – Guillaume Duchenne de Boulogne, francouzský neurolog a fotograf († 15. září 1875)
- 16. prosince – Frédéric Martens, francouzsko-italský fotograf († 12. ledna 1885)
- ? – Johan Adolf Sevén, švédský průkopník fotografie, malíř a spisovatel (23. června 1806 † 23. prosince 1870)
- ? – Marie Kinnberg, průkopnická švédská fotografka a malířka (†  30. března 1858)
- ? – Jane Wigleyová, jedna z prvních britských komerčních fotografek, která provozovala studia v Newcastlu a Londýně (4. listopadu 1806 – 1883)